# Kolem Turecka 2023
58. ročník etapového cyklistického závodu Kolem Turecka se konal mezi 8. a 15. říjnem 2023 v Turecku. Celkovým vítězem se stal Kazach Alexej Lucenko z týmu Astana Qazaqstan Team. Na druhém a třetím místě se umístili Němec Ben Zwiehoff (Bora–Hansgrohe) a Kolumbijec Harold Tejada (Astana Qazaqstan Team). Závod byl součástí UCI Europe Tour 2023 na úrovni 2.1.

## Týmy
Závodu se zúčastnilo 4 z 18 UCI WorldTeamů, 7 UCI ProTeamů, 12 UCI Continental týmů a nizozemský národní tým. Všechny týmy nastoupily na start se sedmi závodníky kromě týmů Global 6 Cycling, Shimano Racing Team, Team Medellín–EPM a UAE Team Emirates s šesti jezdci, závod tak odstartovalo 164 jezdců. Do cíle v Istanbulu dojelo 130 z nich.
UCI WorldTeamy
- Astana Qazaqstan Team
- Alpecin–Deceuninck
- Bora–Hansgrohe
- UAE Team Emirates

UCI ProTeamy
- Bingoal WB
- Burgos BH
- Eolo–Kometa
- Green Project–Bardiani–CSF–Faizanè
- Q36.5 Pro Cycling Team
- Team Corratec–Selle Italia
- Team Novo Nordisk

UCI Continental týmy
- Abloc CT
- Bike Aid
- Beykoz Belediyesi Spor Kulübü
- Global 6 Cycling
- Konya Büyükşehir Belediyespor
- P&S Benotti
- Shimano Racing Team
- Sofer–Savini Due–OMZ
- Spor Toto Cycling Team
- Tarteletto–Isorex
- Team Medellín–EPM
- Voster ATS Team

Národní týmy
- Nizozemsko

## Trasa a etapy
| Etapa         | Datum         | Trasa                              | Vzdálenost | Typ       | Typ                 | Vítěz                    |
| ------------- | ------------- | ---------------------------------- | ---------- | --------- | ------------------- | ------------------------ |
| 1             | 8. října      | Alanya – Antalya                   | 135 km     |           | Rovinatá etapa      | Jasper Philipsen (BEL)   |
| 2             | 9. října      | Kemer – Kalkan                     | 166,5 km   |           | Středně těžká etapa | Jasper Philipsen (BEL)   |
| 3             | 10. října     | Fethiye – Babadağ                  | 104,1 km   |           | Horská etapa        | Alexej Lucenko (KAZ)     |
| 4             | 11. října     | Fethiye – Marmaris                 | 165,3 km   |           | Zvlněná etapa       | Jasper Philipsen (BEL)   |
| 5             | 12. října     | Marmaris – Bodrum                  | 180,6 km   |           | Středně těžká etapa | Nico Denz (GER)          |
| 6             | 13. října     | Bodrum – Selçuk                    | 193,3 km   |           | Středně těžká etapa | Victor Langellotti (MON) |
| 7             | 14. října     | Selçuk – İzmir                     | 159,8 km   |           | Horská etapa        | Jay Vine (AUS)           |
| 8             | 15. října     | Istanbul – Istanbul (Modrá mešita) | 130,5 km   |           | Zvlněná etapa       | Jasper Philipsen (BEL)   |
| Celková délka | Celková délka | Celková délka                      | 1235,1 km  | 1235,1 km | 1235,1 km           | 1235,1 km                |

## Průběžné pořadí
| Etapa          | Vítěz              | Celkové pořadí   | Bodovací soutěž  | Vrchařská soutěž | Soutěž tureckých krás | Soutěž týmů    |
| -------------- | ------------------ | ---------------- | ---------------- | ---------------- | --------------------- | -------------- |
| 1              | Jasper Philipsen   | Jasper Philipsen | Jasper Philipsen | Tobias Nolde     | Bram Dissel           | Bingoal WB     |
| 2              | Jasper Philipsen   | Jasper Philipsen | Jasper Philipsen | Lennert Teugels  | Wesley Mol            | Burgos BH      |
| 3              | Alexej Lucenko     | Alexej Lucenko   | Jasper Philipsen | Alexej Lucenko   | Róbigzon Oyola        | Bora–Hansgrohe |
| 4              | Jasper Philipsen   | Alexej Lucenko   | Jasper Philipsen | Alexej Lucenko   | Róbigzon Oyola        | Bora–Hansgrohe |
| 5              | Nico Denz          | Alexej Lucenko   | Luca Colnaghi    | Alexej Lucenko   | Dawit Yemane          | Bora–Hansgrohe |
| 6              | Victor Langellotti | Alexej Lucenko   | Luca Colnaghi    | Alexej Lucenko   | Róbigzon Oyola        | Bora–Hansgrohe |
| 7              | Jay Vine           | Alexej Lucenko   | Jasper Philipsen | Jay Vine         | Róbigzon Oyola        | Bora–Hansgrohe |
| 8              | Jasper Philipsen   | Alexej Lucenko   | Jasper Philipsen | Jay Vine         | Mauro Verwilt         | Bora–Hansgrohe |
| Konečné pořadí | Konečné pořadí     | Alexej Lucenko   | Jasper Philipsen | Jay Vine         | Mauro Verwilt         | Bora–Hansgrohe |

- Ve 2. etapě nosil Gleb Syrica, jenž byl druhý v bodovací soutěži, zelený dres, protože lídr této klasifikace Jasper Philipsen nosil světle modrý dres lídra celkového pořadí.
- Ve 3. etapě nosil Luca Colnaghi, jenž byl druhý v bodovací soutěži, zelený dres, protože lídr této klasifikace Jasper Philipsen nosil světle modrý dres lídra celkového pořadí.
- Ve 4. etapě nosil Ben Zwiehoff, jenž byl třetí ve vrchařské soutěži, červený dres, protože lídr této klasifikace Alexej Lucenko nosil světle modrý dres lídra celkového pořadí a druhý závodník této klasifikace Róbigzon Oyola nosil bílý dres lídra soutěže tureckých krás.
- V 5. etapě nosil Ben Zwiehoff, jenž byl druhý ve vrchařské soutěži, červený dres, protože lídr této klasifikace Alexej Lucenko nosil světle modrý dres lídra celkového pořadí.
- V 6. etapě nosil Jay Vine, jenž byl druhý ve vrchařské soutěži, červený dres, protože lídr této klasifikace Alexej Lucenko nosil světle modrý dres lídra celkového pořadí.
- V 7. etapě nosil Jay Vine, jenž byl třetí ve vrchařské soutěži, červený dres, protože lídr této klasifikace Alexej Lucenko nosil světle modrý dres lídra celkového pořadí a druhý závodník této klasifikace Róbigzon Oyola nosil bílý dres lídra soutěže tureckých krás.

## Konečné pořadí
| Legenda | Legenda                         | Legenda | Legenda                               |
| ------- | ------------------------------- | ------- | ------------------------------------- |
|         | Označuje lídra celkového pořadí |         | Označuje lídra vrchařské soutěže      |
|         | Označuje lídra bodovací soutěže |         | Označuje lídra soutěže tureckých krás |

### Celkové pořadí
| Pořadí | Jezdec                 | Tým                                | Čas         |
| ------ | ---------------------- | ---------------------------------- | ----------- |
| 1      | Alexej Lucenko (KAZ)   | Astana Qazaqstan Team              | 30h 10' 14" |
| 2      | Ben Zwiehoff (GER)     | Bora–Hansgrohe                     | + 26"       |
| 3      | Harold Tejada (COL)    | Astana Qazaqstan Team              | + 51"       |
| 4      | Florian Lipowitz (GER) | Bora–Hansgrohe                     | + 1' 24"    |
| 5      | Matteo Badilatti (SUI) | Q36.5 Pro Cycling Team             | + 1' 31"    |
| 6      | Giulio Pelizzari (ITA) | Green Project–Bardiani–CSF–Faizanè | + 1' 37"    |
| 7      | Ander Okamika (ESP)    | Burgos BH                          | + 3' 41"    |
| 8      | Alexis Guérin (FRA)    | Bingoal WB                         | + 3' 52"    |
| 9      | Xandro Meurisse (BEL)  | Alpecin–Deceuninck                 | + 5' 02"    |
| 10     | Anton Palzer (GER)     | Bora–Hansgrohe                     | + 5' 16"    |

### Bodovací soutěž
| Pořadí | Jezdec                 | Tým                                | Body |
| ------ | ---------------------- | ---------------------------------- | ---- |
| 1      | Jasper Philipsen (BEL) | Alpecin–Deceuninck                 | 77   |
| 2      | Cees Bol (NED)         | Astana Qazaqstan Team              | 71   |
| 3      | Giovanni Lonardi (ITA) | Eolo–Kometa                        | 55   |
| 4      | Luca Colnaghi (ITA)    | Green Project–Bardiani–CSF–Faizanè | 55   |
| 5      | Timothy Dupont (BEL)   | Tarteletto–Isorex                  | 53   |
| 6      | Alexej Lucenko (KAZ)   | Astana Qazaqstan Team              | 47   |
| 7      | Matteo Malucelli (ITA) | Bingoal WB                         | 45   |
| 8      | Matthew Walls (GBR)    | Bora–Hansgrohe                     | 34   |
| 9      | Attilio Viviani (ITA)  | Team Corratec–Selle Italia         | 32   |
| 10     | Nico Denz (GER)        | Bora–Hansgrohe                     | 27   |

### Vrchařská soutěž
| Pořadí | Jezdec                   | Tým                                | Body |
| ------ | ------------------------ | ---------------------------------- | ---- |
| 1      | Jay Vine (AUS)           | UAE Team Emirates                  | 29   |
| 2      | Alexej Lucenko (KAZ)     | Astana Qazaqstan Team              | 23   |
| 3      | Róbigzon Oyola (COL)     | Team Medellín–EPM                  | 16   |
| 4      | Ben Zwiehoff (GER)       | Bora–Hansgrohe                     | 16   |
| 5      | Victor Langellotti (MON) | Burgos BH                          | 10   |
| 6      | Dawit Yemane (ERI)       | Bike Aid                           | 10   |
| 7      | Harold Tejada (COL)      | Astana Qazaqstan Team              | 0    |
| 8      | Giulio Pellizzari (ITA)  | Green Project–Bardiani–CSF–Faizanè | 7    |
| 9      | Alessio Martinelli (ITA) | Green Project–Bardiani–CSF–Faizanè | 7    |
| 10     | Oliver Mattheis (GER)    | Bike Aid                           | 7    |

### Soutěž tureckých krás
| Pořadí | Jezdec                | Tým                    | Body |
| ------ | --------------------- | ---------------------- | ---- |
| 1      | Mauro Verwilt (BEL)   | Tarteletto–Isorex      | 10   |
| 2      | Róbigzon Oyola (COL)  | Team Medellín–EPM      | 8    |
| 3      | Nico Denz (GER)       | Bora–Hansgrohe         | 8    |
| 4      | Tobias Nolde (GER)    | P&S Benotti            | 6    |
| 5      | Dawit Yemane (ERI)    | Bike Aid               | 5    |
| 6      | Wesley Mol (NED)      | Bike Aid               | 5    |
| 7      | Feritcan Şamlı (TUR)  | Spor Toto Cycling Team | 5    |
| 8      | Bram Dissel (NED)     | Nizozemsko             | 5    |
| 9      | Lennert Teugels (BEL) | Bingoal WB             | 3    |
| 10     | Gianni Marchand (BEL) | Tarteletto–Isorex      | 3    |

### Soutěž týmů
| Pořadí | Tým                                | Čas          |
| ------ | ---------------------------------- | ------------ |
| 1      | Bora–Hansgrohe                     | 90h 37' 54"  |
| 2      | Green Project–Bardiani–CSF–Faizanè | + 14' 15"    |
| 3      | Burgos BH                          | + 15' 02"    |
| 4      | Q36.5 Pro Cycling Team             | + 15' 16"    |
| 5      | Eolo–Kometa                        | + 19' 36"    |
| 6      | Astana Qazaqstan Team              | + 35' 11"    |
| 7      | Bingoal WB                         | + 39' 39"    |
| 8      | Team Medellín–EPM                  | + 55' 25"    |
| 9      | UAE Team Emirates                  | + 1h 01' 27" |
| 10     | Bike Aid                           | + 1h 01' 30" |